# 通灌铁路
通灌铁路是中国国铁东北东部铁路通道中的一段连接吉林省通化市的通化站与辽宁省丹东市宽甸满族自治县的灌水站的铁路，全长179.54公里。

## 概要
通灌铁路于2009年开始动工，于2012年9月26日通车，至此东北东部铁路除丹东至大连段以外全部贯通。通灌铁路运营初期仅开行货运列车，于2013年11月1日开通客运列车。

## 相关参考
1. ↑  . 丹东新闻网. 2012-09-27  [2012-10-21]. （原始内容存档于2013-02-03）.
2. ↑  . 新华网. 2012-09-26  [2014-04-19]. （原始内容存档于2012-11-03）.
3. ↑  . 中国政府网. 2012-09-26  [2012-10-21]. （原始内容存档于2019-08-31）.
4. ↑  . 网易新闻. 2013-11-02  [2013-11-02]. （原始内容存档于2019-08-25）.